# Dalbergia inundata
Dalbergia inundata är en ärtväxtart som beskrevs av George Bentham. Dalbergia inundata ingår i släktet Dalbergia, och familjen ärtväxter. Inga underarter finns listade i Catalogue of Life.